# 1902

## أحداث
- تأسيس مدينة بويرتو جواسيو وتقع حاليا في الأرجنتين.
- تأسيس مدينة باريلوتشي وتقع حاليا في الأرجنتين.
- تأسيس مدينة لوانشيا وتقع حاليا في زامبيا.
- تأسيس مدينة بويرتو مالدونادو وتقع حاليا في بيرو.
- تأسيس مدينة ديرة داوا وتقع حاليا في إثيوبيا.
- تأسيس مدينة سوسنوفييتس وتقع حاليا في بولندا.
- نهاية حرب البوير الثانية في 31 مايو 1902 والتي بدأت في 11 أكتوبر 1899.
- نهاية الحرب الفليبينية الأمريكية في 2 يوليو 1902 والتي بدأت في 4 فبراير 1899.
- 15 يناير - فتح الرياض على يد الملك عبد العزيز آل سعود ورجاله ومقتل عجلان بن محمد العجلان.
- 6 مارس - تأسس نادي ريال مدريد الإسباني لكرة القدم.
- 20 مايو - استقلال كوبا عن الولايات المتحدة الأمريكية.
- 19 يونيو - انتخاب أحمد الشريف زعيماً لـ الحركة السنوسية في ليبيا خلفاً لـ المهدي السنوسي.
- 10 ديسمبر - افتتاح الخزان التابع لسد أسوان في مصر.
- ثورة بركان لاسوفرير في سانت ينشت مارتينيك أدى لمقتل 15 ألف شخص
- ثورة بركان سانتا ماريا في غواتيمالا وسقوط 6000 قتيل.
- ثورة بركان بيلي بيير بالمارتينيك (غرب الإنديز) ومقتل أكثر من 30 ألف شخص

## مواليد
- سعود بن عبد العزيز آل سعود، ملك السعودية الثاني.
- أحمد البطراوي
- أدالبرت فيلته
- ألفريد كاستلر
- أندريه لووف
- إبراهيم مدكور
- إريك إريكسون
- عبد الرحمن بن عبد العزيز بن حمد آل الشيخ
- إبراهيم مدكور
- الصاوي شعلان
- بربرة مكلنتوك
- بول ديراك
- تشارلز لندبرغ
- توماس ادموند ديوي
- جميل صليبا
- جوزيف شاخت
- جوسيلينو كوبيتشيك
- جون ستاينبيك
- جون وودروو بونر
- راشد بن حميد النعيمي
- روح الله الموسوي الخميني
- ريكاردو موراندي
- صبري حماده
- عبد الله بن علي بن حمود الصانع
- عبد الله بن عمر بلخير
- علي محمود طه
- فيكتور عمانوئيل أندرسون
- كارل روجرز
- كيرلس السادس (بابا الإسكندرية)
- لويس براغان
- ليوبوف أورلوفا
- مارسيل بروير
- ماريو ماغنوزي
- محمد الفائز
- محمد توفيق بن أحمد سعد
- محمد حسن عواد
- محمد عبد الوهاب
- محمد نجيب
- محمود غنيم
- مورتيمر أدلر
- ناظم حكمت
- نود هولمبوي
- نيكولاى كاموف
- هارولد لاسويل
- والتر براتين
- يو ميهالي
- يوجين ويغنر
- يوسف مراد
- ديمشوغدونغروب

### يناير
- 3 يناير - أولفا ميرال، دبلوماسية سويدية

### فبراير
- 27 فبراير - جون شتاينبك، أديب أمريكي، حائز على جائزة نوبل. توفي في 1968.

### مارس
- 15 مارس - يوسف شخت، مستشرق ألماني.
- 19 مارس - فؤاد شهاب، رئيس الجمهورية اللبنانية

### أبريل
- 23 أبريل - هالدور لاكسنس، أديب أيسلندي
- 30 أبريل - ثيودور سكلتز، اقتصادي أمريكي

### مايو
- 2 مايو - أحمد بن ميلاد، طبيب تونسي

### يوليو
- 10 يوليو - كورت ألدر، كيميائي ألماني
- 28 يوليو - كارل بوبر، فيلسوف إنجليزي

### أغسطس
- 10 أغسطس - أرني تيسيليوس، عالم سويدي
- 21 أغسطس - أنخيل كاراليتشيف كاتب بلغاري متخصص في أدب الأطفال.

### سبتمبر
- 24 سبتمبر - روح الله الخميني، رجل دين وفيلسوف وكاتب وسياسي ومرجع ديني شيعي إيراني والقائد السابق للثورة الإسلامية في إيران في سبعينيات القرن العشرين.

### أكتوبر
- 4 أكتوبر - فرانسيسكو تامايو تيبيس، عالم نبات فنزويلي.

## وفيات
- عجلان بن محمد العجلان، حاكم منطقة الرياض قبل تأسيس المملكة.
- جورج واشنطن أندرسن
- حمود بن محمد
- عائشة التيمورية
- عبد الرحمن الكواكبي
- 26 مارس - سيسل رودس، سياسي بريطاني
- 1 يونيو - المهدي السنوسي. ودفن في الكفرة بـ ليبيا.
- 29 سبتمبر - إميل زولا، كاتب فرنسي. توفي في 1840.
- أحمد السمين الألباني - فقيه وعالِم وخطاط بغدادي.
- محمد القزاز التبريزي
- محمد عبد الجواد القاياتي

## نال جائزة نوبل
- في الفيزياء – مناصفة بين الهولنديين: هندريك أنتون لورنتس وبيتر زيمن.
- في الكيمياء – الألماني إميل فيشر.
- في الطب – البريطاني رونالد روس.
- في الأدب – الألماني تيودور مومزن.
- في السلام – مناصفة بين السويسريين: إيلي دوكميان وشارل ألبير غوبا.